# Micromia eusemozona
Micromia eusemozona är en fjärilsart som beskrevs av Louis Beethoven Prout 1916. Micromia eusemozona ingår i släktet Micromia och familjen mätare. Inga underarter finns listade i Catalogue of Life.